# 新华日报
《新华日报》，是中华人民共和国的一份报纸，它是由周恩来等人创办，也是中国共产党在全中華民國公开发行的第一份报纸，中華民國大陸時期經營至1947年2月28日。1952年成为中共江苏省委的机关报，目前由新华报业传媒集团拥有。新华日报社现为中共江苏省委直属事业单位。

## 歷史

### 全国发展时期

#### 主版（重庆版）

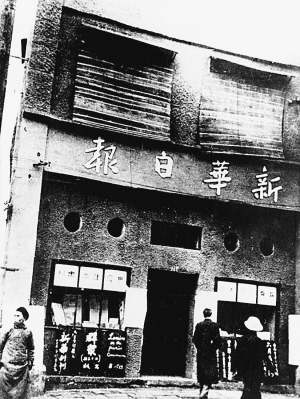
1946年的重庆《新华日报》营业部旧址，位于今渝中区民生路240号

1937年2月，以周恩来为首的中國共產黨代表团抵达南京，在与中华民国国民政府谈判时就提出要在首都公开出版机关刊物的问题。《新华日报》便開始在南京籌備。但后来由于局势紧迫，中國共产党先于1937年12月11日在汉口出版《群众》周刊，接着于1938年1月11日正式出版《新华日报》。
《新华日报》在武汉时期，报社起先位于汉口府西路149号，后有两次搬迁。至1938年10月24日撤离为止，共在武汉出版258期，每日对开一张，发行1万余份。隶属于中共中央长江局，受王明的领导，言论上“一切经过统一战线”，后来被中共认为犯了右倾投降主义。由董必武主管。社长潘梓年，总编辑华岗，总经理熊瑾玎，华岗任总编不久，被调往东南战场做战地记者。
《新华日报》在发刊辞中说：“本报愿在争取民族生存独立的伟大斗争中做一个鼓励前进的号角”；“将尽其所能为巩固与扩大抗日民族统一战线而效力”；“将力求成为全国民众的共同的呼声”；“将无情地抨击一切有害抗日与企图分裂国内团结之敌探汉奸及托派匪徒之阴谋”。
1938年10月的中共中央六届六中全会批判了王明路线，《新华日报》和《群众》周刊划归周恩来为首的南方局领导，10月25日随八路军办事处迁至重庆出版。后来周兼任《新华日报》董事长。由南方局副书记董必武等直接领导。编辑部主任为章汉夫。
1946年5月以后，重庆《新华日报》改为中共四川省委机关报《四川日报》。负责人为傅钟、张友渔、熊复等。1947年2月28日被國民政府勒令停刊。共出版了3231期。
1949年12月10日，重慶《新華日報》復刊，作为中共中央西南局机关报﹐出至1954年8月31日因大行政区撤销停刊。

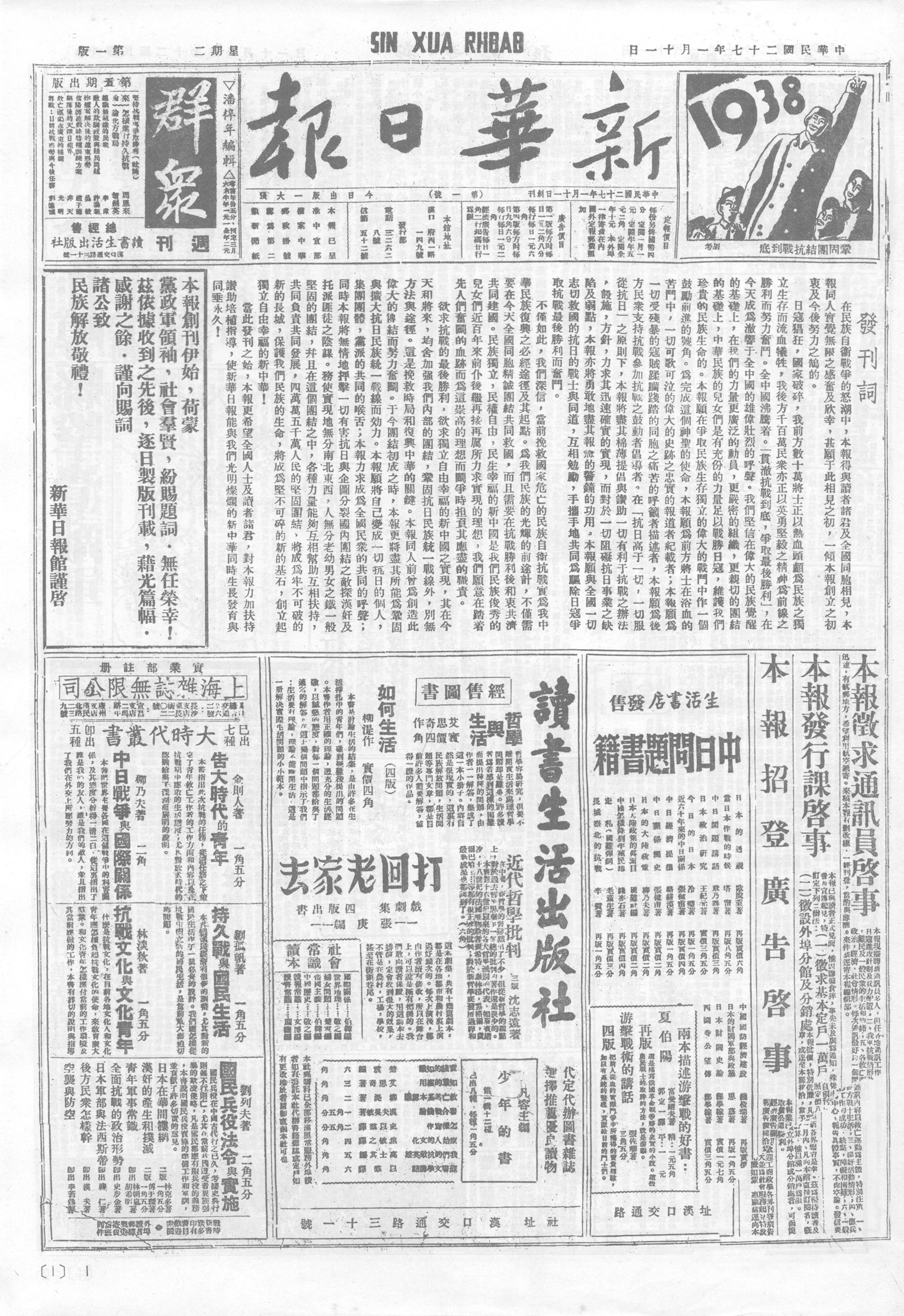
1938年1月11日,《新華日報》創刊號於漢口出版

#### 华北版
1939年1月1日，《新华日报》（华北版）创刊，为中共中央北方局机关报。1942年9月1日，经中共中央批准，中共北方局太行分局成立。9月下旬，北方局决定将《新华日报》（华北版）划归中共北方局下属的太行分局领导，报名继续沿用《新华日报》（华北版）。至此，中共北方局没有了自己直接领导的机关报。1943年8月14日，经中共中央批准，中共北方局太行分局撤销。1943年9月30日终刊。共刊行了3年9个月，出版了846期。

#### 太行版
《新华日报》（太行版）于1943年10月1日创刊，为中共中央太行区党委机关报。史纪言任社长兼总编辑，安岗、蒋慕岳、周永生任副社长兼副总编辑。1949年8月19日停刊。

#### 太岳版
《新华日报》（太岳版）是中共北方局太岳区党委机关报，1944年4月1日由《太岳日报》改名而来。1949年4月1日，报名又改回为《太岳日报》并于1949年8月23日停刊。

#### 华中版
1945年10月25日，中共华中分局成立。12月9日，《新华日报》（华中版）在苏北淮阴创刊，为中共华中分局机关报。1946年12月23日，中共华中分局并入中共华东局。12月26日，《新华日报》（华中版）停刊。停刊号为379号。1947年11月10日，中共华中工作委员会成立。1948年1月1日，《新华日报》（华中版）复刊，复刊号为380号，为中共华中工委机关报。1949年4月30日停刊。

### 1949年后（江苏时期）

#### 创刊初期
1949年4月23日，中国人民解放军攻占南京。中共中央24日致电华东局：“上海党报决定命名为解放日报，南京党报决定命名为新华日报。毛主席已允写报头，即可带来，在带到前可沿用旧报头。”当日下午，周恩来代表党中央任命范长江为上海市委机关报解放日报社长、石西民为南京市委机关报新华日报社长。1949年4月26日，石西民抵达南京。27日上午，接管了位于中山路39号的原国民党《中央日报》社，筹办南京《新华日报》。29日，创办工作的各路人马集中。4月30日晨，南京《新华日报》出版发行，以新华社社论《庆祝南京解放》为发刊词。《新华日报》在南京出版初期，共有在编干部和职工250余人，其中干部为80余人。干部主要来自原豫皖苏边区《雪枫报》、济南《新民主报》、《潍坊报》和华东新闻干校。接管敌方新闻机构后创办的“新华社南京分社”和“南京人民广播电台”当时也均隶属《新华日报》。1949年9月，毛泽东为《新华日报》题写报头，后来又在1953年2月和1964年7月两度为这张党报重写报头。
1952年，中央人民政务委员会决定南京市、苏北行政区、苏南行政区合并成立江苏省。三地党委机关报南京《新华日报》、《苏北日报》、《苏南日报》在南京合并，从11月1日起出版中共江苏省委机关报，报名仍为《新华日报》。实行社长负责制。三报合并之初，《新华日报》编辑部设在鼓楼北侧的馥记大楼，印刷出版则在中山路55号（《中央日报》原址）。1956年春，编辑部迁到中山路55号，与印刷厂合为一处。
1957年4月到5月，《新华日报》发表大量言论和报道，宣传整风运动，于6月1日发表了标题为《把整风运动继续深入开展下去》的社论。自该报6月9日转载《人民日报》社论《这是为什么？》以后，开始报道“反右派斗争”的有关内容，之后在报社内部开展反右派斗争。当年《新华日报》社有19名员工被“错划为右派分子”，直至中共十一届三中全会后的1979年才得以平反。
1958年上半年，《新华日报》提出了“社论挂帅，典型为主”的口号，报纸上的评论和典型报道增多。

#### 文革时期
文化大革命爆发后的1967年1月9日，《新华日报》被南京地区和报社内部的“造反派”夺权，翌日在头版刊登造反派接管《新华日报》的消息，而中共江苏省委也失去了《新华日报》的领导权。同年3月5日，报社被实施军事管制，建立军管组，负责对报纸的审稿和签印。同年11月12日，《新华日报》停刊，报社的群众组织于11月18日在镇江继续出版《新华日报》。而另一派群众组织在无锡出版《新华日报》电讯版。
1968年1月，新华日报社第二次实施军管，新派了军管组，而报社群众组织在镇江、无锡出版的《新华日报》于2月5日停刊。2月11日，《新华日报》复刊，刊期也重编为联字1号。同年3月23日，江苏省革命委员会成立，《新华日报》成为江苏省革委的机关报，刊期再次重编为1号。1971年9月，报社革委会建立“党的核心小组”。
1970年12月29日，新一届中国共产党江苏省委员会选举产生，《新华日报》由此重新成为中共江苏省委机关报。1978年1月1日，该报的刊期号重新改编（当日刊期号为10409号，为几次编号之和）。

#### 改革开放后
中共十一届三中全会后，《新华日报》重新取得了发展，同时两次报道了真理标准的问题。1978年5月12日，该报刊载了新华社播发的《光明日报》特约评论员文章《实践是检验真理的唯一标准》，随后对江苏开展真理标准问题的学习和讨论作了报道，之后于1979年8月至10月再次报道了真理标准问题讨论。
1978年10月9日，报社恢复总编辑建制，建党组，不设编委会。同年11月21日经中共江苏省委组织部下文，《新华日报》社设九处一室，即总编办公室、群工处、工商处、理论处、党群处、评论处、科教处、农村处、政治处（管理人事工作、机关思想政治工作）、行政出版处，并一次任命25名正、副处级干部。由此结束了新华日报社内设机构以“组”定名的历史。
1979年4月23日，《新华日报》在头版开设《今日快讯》，是全国省级报纸第一个短新闻专栏。
1980年代后，《新华日报》实施市场化经营，先后创办了《致富报》（后改为《新华日报》农村版、《服务导报》，已停刊）、《新华青年报》、《江苏市场报》、《新闻通讯》杂志、《扬子晚报》（同时停办《新华青年报》和《江苏市场报》）等。此外报社还将业务延伸到其他领域，先后创办了劳动服务公司、经营部、招待所、餐厅、新华贸易公司、新华房地产公司、新贝珠宝商店和华柏彩色印刷公司等。1993年11月，新华日报社与广东惠州成龙房地产集团公司、香港惠得国际有限公司合资成立了“南京莱茵特房地产开发公司”，共建52层新华大厦。此外，新华贸易公司还在俄罗斯开办贸易商行。
1988年1月15日，《新华日报》社领导机构实行“编委会领导下”的社长、总编辑分设制。1989年3月9日，再次恢复“编委会领导下”的总编辑负责制，不再设社长。
1988年底，《新华日报》引进3台德国生产的高速轮转胶印机，且均安装于在报社新建成的1.5万平方米印刷（综合）大楼。1989年元旦，《新华日报》首次实现彩色印刷，至1998年1月起新华日报实现全面彩色印刷。
1989年，《新华日报》迁入位于新街口管家桥65号的11层的办公大厦（该楼俗称“小白楼”）。
1993年1月1日，该报由对开四版扩为对开八版，其中前四版为新闻版，五至八版为各种专版、副刊。1994年4月1日再次改版，新闻版由4个版增加到5个版，加大报纸信息量。此后该报在1995年、1999年、2002年、2007年进行了扩版和改版。
1999年，为庆祝《新华日报》在南京复刊50周年，时任党和国家领导人江泽民、李鹏、李瑞环等为报庆题字，其中中共中央总书记江泽民的题词为“紧跟时代步伐，传播党的声音，服务人民群众”。
2001年9月28日，经中共中央宣传部、国家新闻出版署批准，中共江苏省委、江苏省人民政府同意，新华日报报业集团（事业单位）正式挂牌成立，并于2002年7月11日成立企业性质的江苏新华日报报业集团有限公司（隶属江苏省人民政府）。
2004年，原中山路55号的《中央日报》大楼拆除，改建为高187米、共设52层的新华大厦。当年《新华日报》正式迁入该地办公。
2007年，《新华日报》改版，提出了“高度、贴近、开放”的办报理念，这一理念一直延续至今。
2014年12月，《新华日报》随新华报业传媒集团旗下报纸再次迁入位于河西新城的新华报业传媒广场。
2018年，《新华日报》被评为第三届全国“百强报刊”。同年1月11日，为庆祝新华日报创刊80周年，该报正式启动建设全媒体指挥中心。

## 著名报道
2018年8月14日，《新华日报》在第13版《思想周刊·智库》栏目刊发了南京大学学者刘志彪、张晔联合撰写的题为《提高生育率：新时代中国人口发展的新任务》的署名文章。文章指出，随着中国第三次人口高峰期的育龄妇女逐渐退出育龄期，加上全面二孩政策实施导致的生育堆积效应释放结束，中国的人口出生率会出现断崖式下跌。为此，作者提出“我国鼓励生育的措施可分为短期、中期和长期的应对政策”，同时指出“应全面放开生育，优先发展幼教产业和公共托幼服务，加强国家义务教育体系”，还建议“40岁以下公民每年应以工资一定比率缴纳‘生育基金’，家庭生育第二胎及以上时，才可从基金领取生育补贴”。该文章发布后，随即引发民众讨论，大部分网民均对此做法表示批评。中国中央电视台等国家级媒体也批评该做法有违常识，有如“从老百姓身上薅羊毛”。